# Dimorphotheca barberae
Dimorphotheca barberae là một loài thực vật có hoa trong họ Cúc. Loài này được Harv. mô tả khoa học đầu tiên năm 1862.